# Rivka Zohar
Rivka Zohar (en hebreo: רבקה זהר‎); (Akko, Israel, 30 de junio de 1948) es una cantante israelí.

## Biografía
La familia de Rivka es de origen marroquí y llegó a Haifa a principios del siglo XIX. Su padre, Aaron Zinati, era jefe de bomberos. Rivka nació y creció en Akko, Israel, y estudió en la escuela agrícola en Nahalal. 

### Década de 1960
Cuando era niña, apareció en Tshuot Rishonot ("Primer aplauso"), un programa de radio destinado al descubrimiento de jóvenes talentos.
En 1967, Rivka audicionó para participar en Lehakat HaNahal, una popular banda del ejército israelí, pero no fue seleccionada para participar. Poco después, audicionó con éxito para el compositor y productor Ilan Mokhiah.
Al comienzo de su servicio militar, realizó una función para el personal de la Marina de Israel, con el acompañamiento de un acordeonista. Esas actuaciones fueron bien recibidas por los soldados, lo que llevó a la creación de Lehakat Heyl Hayam ("La Banda de la Marina"), que inmediatamente comenzó a ensayar para el programa Ve BaYom HaShlishi ("Y en el tercer día"). Durante los ensayos de la banda, Yair Rozenblum le presentó a Rivka la canción "Ma Avarekh" ("¿Qué bendeciré?"), compuesta con la letra de Rachel Shapira. Rivka fue la solista de la canción, que se convirtió en el mayor éxito del programa cuando se emitió en 1968.
En 1967, la Banda de la Marina interpretó la canción "Ma Avarekh" escrita en memoria de un joven de su kibutz caído en la Guerra de los Seis Días. Yoram Taharlev (compositor) conoció a un carpintero que talla una silla para el profeta Elias e inspirado por él escribe la letra de la canción "Al Kapav Yavee" ("En sus manos traerá").
En 1969 Rivka Zohar cantó la canción en el festival de la canción; fue escogida la "Canción del año" y ganó el premio "Arpa de David".
Natan Alterman, conmovido por su voz, la sumó al musical "Tsats and Tsatsa" (1969). Escribió especialmente para ella "Oriana" y "Zemer Shalosh Hatshuvot". También se destacó por la interpretación de "Gedalya" y "BeKerem HaTemanim".

### Décadas de 1970 y 1980
En 1972 viajó a Nueva York con su primer marido y su pequeña hija Tamah. Trabajó en el "Finjan Club"  donde conoció a Ali, un intérprete de oud y darbuka. Actuaron juntos durante siete años. La canción "Haderech El Hakfar" llevó a la cantante de regreso a su tierra natal.
En 1988, Zohar conoció al filósofo y escritor Shlomo Kalo, quien le escribió canciones, entre ellas "Avi Hatov Shebashamaim", "Sipur Al Tsipor", "Lichyot Otam Ad Tom".

### Décadas de 1990 y 2000
En febrero de 2007, se publicó "El olivo" y en sus hilos se grabó la canción "Ohevet Othcha"  ("Amarte"). En septiembre de 2007, por primera vez en unos 20 años, Zohar apareció en el escenario del Rishon LeZion Concert Hall, acompañada por la Orquesta Sinfónica de Rishon LeZion con el arreglista y director de orquesta Ilan Mochiach. Su espectáculo "Chelkat Elohim" combinó canciones antiguas y nuevas.

### Década de 2010
En 2012, en un gesto con el compositor Arye Levanon, apareció detrás del escenario un joven cantante llamado Liron Lev y le pidió a Zohar que escuchara una de sus canciones ya que podría adaptarse a ella. A partir de ese momento ambos se unieron y actuaron juntos en todo Israel con un espectáculo llamado "Lo kemo Etmol" ("No como ayer"). En el programa, cantaron nuevas canciones en las que Rivka, por primera vez en su vida, escribe la letra y Liron Lev la música. Su primer DJ es Tikun Klali.
En 2014, su esposo, Shlomo Kalo, murió mientras su esposa estuvo cerca de él todo el tiempo. Zohar dijo sobre él que no hay nadie como él para mostrarte tu camino.

### 2018
En 2018, Zohar apareció en un nuevo espectáculo llamado "Qué felicidad", después de 3 años con Liron Lev volvió a estar sola en el escenario, y de este espectáculo lanzó 2 nuevas canciones: "Te canta", una canción de amor que escribió con Liron sobre su único hijo y una versión de una canción británica "Your Ghost".

## Discografía
- "Rivka Zohar", 1970 (lanzado como CD en 1996)
- "Rivka Zohar - Savta Rivka", 1971
- "Ivriya", 1987
- Hesed Mufla, 1998
- Kalat Melekh, sencillo, 2004
- M'Breshit, colección, 2005
- Ohevet Otkha, sencillo, 2007
- No como ayer - Con el cantante y compositor Liron Lev, Álbum, 2013.
- Light Around You - Con el cantante/compositor Liron Lev, Álbum 2018.
- Tu Fantasma, Soltero 2019
- Cantarte, Single 2019

### Videos de canciones mencionadas en este artículo
- "Ma Avarekh" ("¿Qué bendeciré?") en YouTube.
- "Al Kapav Yavee" ("En sus manos traerá") en YouTube.
- "Zemer Shalosh Hatshuvot" ("Cantante de las Tres Respuestas") en YouTube.
- "Oriana" en YouTube.
- "Gedalia reva ish" en YouTube.
- "Bekhrem taiman" ("Viñedo yemení") en YouTube.
- "HaDerekh al kfar" ("Camino al pueblo") en YouTube.
- "Avi hatov shel hashamaym" ("Mi buen Padre en el cielo") en YouTube.
- "Sipur al Tzipor" ("Historia de un ave") en YouTube.
- "Lo kmo etmol" ("No como ayer") en YouTube.
- "Ohebet otkha" ("Amándote") en YouTube.